# Вонсовская, Елена Николаевна
Еле́на Никола́евна Вонсо́вская (8 (20) октября 1858 — 14 января 1942) — советская скрипачка, педагог. Первая исполнительница скрипичных произведений Николая Лысенко. Директор и преподаватель Музыкально-драматической школы Николая Лысенко. Мать композитора Анатолия Буцкого.

## Биография
Родилась в семье композитора и пианиста М. И. Вонсовского. С девяти лет выступала в концертах. В 1877 году с отличием окончила Московскую консерваторию (класс скрипки Ф. Лауба и И. Гржимали, гармонии — П. Чайковского).
В 1880—1904 годах преподавала игру на скрипке в Пензе, Воронеже, Курске. В 1904 году приняла приглашение Н. В. Лысенко приехать в Киев. В 1904—1918 годах работала преподавателем и директором (1912—1915) Киевской музыкально-драматической школы им. Н. Лысенко. В 1918—1923 годах преподавала в Киевском музыкально-драматическом институте. Среди учеников — М. Б. Полякин, И. А. Лукашевский.
С 1878 года выступала с концертами в Киеве, Харькове, Одессе. Принимала активное участие в украинской музыкально-культурной жизни: выступала с концертами обществ «Боян» и «Просвита», «Украинского клуба» и клуба «Родина».
С 1928 года жила в Ленинграде (ныне Санкт-Петербург).